# Poreč (Kutjevo)
Poreč falu Horvátországban, Pozsega-Szlavónia megyében. Közigazgatásilag Kutjevohoz tartozik.

## Fekvése
Pozsegától légvonalban 20, közúton 23 km-re északkeletre, községközpontjától légvonalban 7, közúton 9 km-re délkeletre, a Pozsegai-medencében, Kula és Nova Lipovica között fekszik.

## Története
A település már a középkorban is létezett. 1413-ban „Porechia” néven a gradistyei kastély uradalmának részeként említik. A török uralom idején muzulmán hitre tért horvátok lakták, akik a török kiűzésével Boszniába menekültek. 1698-ban „Porich” néven kihalt faluként szerepel a török uralom alól felszabadított szlavóniai települések összeírásában. 1697 után Boszniából érkezett négy pravoszláv szerb család telepedett le itt, de az 1770-es évekre közülük csak egy maradt. 1740-ben 10, 1758-ban 16 ház állt a településen. A falu csaknem kiürült, majd néhány évvel később II. József császár idejében németek települtek ide, akik a lakosság döntő többségét alkották.
Lipszky János 1808-ban Budán kiadott repertóriumában „Porecse” néven szerepel. Nagy Lajos 1829-ben kiadott művében „Porecse” néven 36 házzal, 240 katolikus és 6 zsidó vallású lakossal találjuk.
A településnek 1857-ben 238, 1910-ben 452 lakosa volt. 1910-ben a népszámlálás adatai szerint lakosságának 95%-a német, 2-2%-a horvát és szerb anyanyelvű volt. Pozsega vármegye Pozsegai járásának része volt. Az első világháború után 1918-ban az új szerb-horvát-szlovén állam, majd később (1929-ben) Jugoszlávia része lett. A második világháború során 1944-ben a német lakosságot elüldözték. Helyükre a háború után főként szerbek érkeztek. 1991-ben lakosságának 91%-a szerb, 4%-a jugoszláv, 3%-a horvát nemzetiségű volt. A településnek 2011-ben 119 lakosa volt.

## Lakossága
| Lakosság változása | Lakosság változása | Lakosság változása | Lakosság változása | Lakosság változása | Lakosság változása | Lakosság változása | Lakosság változása | Lakosság változása | Lakosság változása | Lakosság változása | Lakosság változása | Lakosság változása | Lakosság változása | Lakosság változása | Lakosság változása |
| ------------------ | ------------------ | ------------------ | ------------------ | ------------------ | ------------------ | ------------------ | ------------------ | ------------------ | ------------------ | ------------------ | ------------------ | ------------------ | ------------------ | ------------------ | ------------------ |
| 1857               | 1869               | 1880               | 1890               | 1900               | 1910               | 1921               | 1931               | 1948               | 1953               | 1961               | 1971               | 1981               | 1991               | 2001               | 2011               |
| 238                | 227                | 283                | 306                | 383                | 452                | 464                | 464                | 320                | 353                | 367                | 350                | 304                | 250                | 176                | 119                |